# دانيال تشافيز (لاعب كرة قدم)
دانيال تشافيز (بالإسبانية: Daniel Chávez Castillo)‏ هو لاعب كرة قدم ومدرب كرة قدم بيروفي، ولد في 8 يناير 1988 في كاياو في بيرو. شارك مع منتخب بيرو لكرة القدم. أما مع النوادي، فقد لعب مع الجامعي دي بيرو ونادي أوتسيلول غالاتسي ونادي فيسترلو ونادي كلوب بروج.

## وصلات خارجية
- دانيال تشافيز على موقع قاعدة بيانات كرة القدم.إي يو (الإنجليزية)
- دانيال تشافيز على موقع ناشيونال فوتبول تيمز (الإنجليزية)
- دانيال تشافيز على موقع Soccerway.com (الإنجليزية)
- دانيال تشافيز على موقع عالم كرة القدم.نت (الإنجليزية)